# Groot-Brittannië op de Olympische Spelen

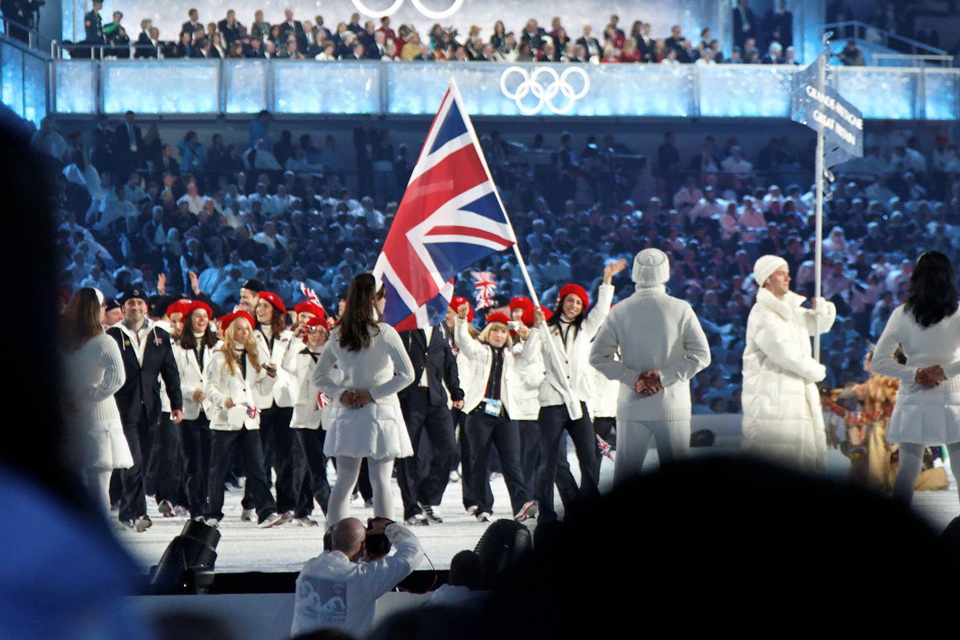
Het Britse team bij de opening van de Winterspelen 2010

Gebieden die onder de soevereiniteit van het Verenigd Koninkrijk vallen, nemen onder de naam Groot-Brittannië deel aan de Olympische Spelen. Het team omvat sporters uit Engeland, Schotland, Wales, landen onder het Brits Kroonbezit en bepaalde overzeese gebieden. Ook omvat het sporters uit Noord-Ierland, maar deze sporters hebben ook het recht om uit te komen voor Ierland. Tot en met 1924 kwam het team formeel uit als "Groot-Brittannië en Ierland" en sinds die tijd als "Groot-Brittannië en Noord-Ierland". In beide gevallen wordt het op de Spelen afgekort tot Groot-Brittannië. 
Groot-Brittannië was present op de eerste editie van de Zomerspelen in 1896 en in 1924 was het ook present op de eerste editie van de Winterspelen. Het land is ook een van de weinige landen die aan alle Spelen hebben meegedaan. In Parijs werd voor de 30e keer deel aan de Zomerspelen deelgenomen en in 2022 voor de 24e keer aan de Winterspelen. Het is ook een van de 44 landen die zowel op de Winter- als de Zomerspelen een medaille haalde, 1014 (311-342-361) in totaal. Het is het enige land dat op elke editie van de Zomerspelen een gouden medaille behaalde.

## Medailles en deelnames
De tabel geeft een overzicht van de jaren waarin werd deelgenomen, het aantal gewonnen medailles en de eventuele plaats in het medailleklassement.

### Overzicht
| Zomerspelen | Zomerspelen | Zomerspelen | Zomerspelen | Zomerspelen | Zomerspelen |        | Winterspelen | Winterspelen | Winterspelen | Winterspelen | Winterspelen | Winterspelen |
| Jaar        | Goud        | Zilver      | Brons       | Totaal      | Rang        | Jaar   | Goud         | Zilver       | Brons        | Totaal       | Rang         |              |
| 1896        | 2           | 3           | 2           | 7           | 5           |        |              |              |              |              |              |              |
| 1900        | 15          | 6           | 9           | 30          | 3           |        |              |              |              |              |              |              |
| 1904        | 1           | 1           | 0           | 2           | 6           |        |              |              |              |              |              |              |
| 1908        | 56          | 51          | 39          | 146         | 1           |        |              |              |              |              |              |              |
| 1912        | 10          | 15          | 16          | 41          | 3           |        |              |              |              |              |              |              |
| 1920        | 15          | 15          | 13          | 43          | 3           |        |              |              |              |              |              |              |
| 1924        | 9           | 13          | 12          | 34          | 4           | 1924   | 1            | 1            | 2            | 4            | 6            |              |
| 1928        | 3           | 10          | 7           | 20          | 11          | 1928   | 0            | 0            | 1            | 1            | 8            |              |
| 1932        | 4           | 7           | 5           | 16          | 8           | 1932   | 0            | 0            | 0            | 0            | -            |              |
| 1936        | 4           | 7           | 3           | 14          | 10          | 1936   | 1            | 1            | 1            | 3            | 7            |              |
| 1948        | 3           | 14          | 6           | 23          | 12          | 1948   | 0            | 0            | 2            | 2            | 13           |              |
| 1952        | 1           | 2           | 8           | 11          | 18          | 1952   | 1            | 0            | 0            | 1            | 8            |              |
| 1956        | 6           | 7           | 11          | 24          | 8           | 1956   | 0            | 0            | 0            | 0            | -            |              |
| 1960        | 2           | 6           | 12          | 20          | 12          | 1960   | 0            | 0            | 0            | 0            | -            |              |
| 1964        | 4           | 12          | 2           | 18          | 10          | 1964   | 1            | 0            | 0            | 1            | 11           |              |
| 1968        | 5           | 5           | 3           | 13          | 10          | 1968   | 0            | 0            | 0            | 0            | -            |              |
| 1972        | 4           | 5           | 9           | 18          | 12          | 1972   | 0            | 0            | 0            | 0            | -            |              |
| 1976        | 3           | 5           | 5           | 13          | 13          | 1976   | 1            | 0            | 0            | 1            | 12           |              |
| 1980        | 5           | 7           | 9           | 21          | 9           | 1980   | 1            | 0            | 0            | 1            | 11           |              |
| 1984        | 5           | 11          | 21          | 37          | 11          | 1984   | 1            | 0            | 0            | 1            | 11           |              |
| 1988        | 5           | 10          | 9           | 24          | 12          | 1988   | 0            | 0            | 0            | 0            | -            |              |
| 1992        | 5           | 3           | 12          | 20          | 13          | 1992   | 0            | 0            | 0            | 0            | -            |              |
| 1996        | 1           | 8           | 6           | 15          | 36          | 1994   | 0            | 0            | 2            | 2            | 21           |              |
| 2000        | 11          | 10          | 7           | 28          | 10          | 1998   | 0            | 0            | 1            | 1            | 22           |              |
| 2004        | 9           | 9           | 12          | 30          | 10          | 2002   | 1            | 0            | 1            | 2            | 18           |              |
| 2008        | 19          | 13          | 19          | 51          | 4           | 2006   | 0            | 1            | 0            | 1            | 21           |              |
| 2012        | 29          | 17          | 19          | 65          | 3           | 2010   | 1            | 0            | 0            | 1            | 19           |              |
| 2016        | 27          | 23          | 17          | 67          | 2           | 2014   | 1            | 1            | 3            | 5            | 19           |              |
| 2020        | 22          | 20          | 22          | 64          | 4           | 2018   | 1            | 0            | 4            | 5            | 19           |              |
| 2024        | 14          | 22          | 29          | 65          | 7           | 2022   | 1            | 1            | 0            | 2            | 19           |              |
| Totaal      | 299         | 337         | 344         | 980         |             | Totaal | 12           | 5            | 17           | 34           |              |              |
| Tot. Z+W    | 311         | 342         | 361         | 1014        |             |        |              |              |              |              |              |              |

### Hockey in 1908
Op het hockeytoernooi van 1908 in Londen werd Groot-Brittannië vertegenwoordigd door vier teams; de "nationale" teams van Engeland, Ierland, Schotland en Wales. Engeland won goud, Ierland zilver en Schotland en Wales deelden het brons. Al deze medailles werden toegekend aan Groot-Brittannië.
Afghanistan · Albanië · Algerije · Amerikaans-Samoa · Amerikaanse Maagdeneilanden · Andorra · Angola · Antigua en Barbuda · Argentinië · Armenië · Aruba · Australië · Azerbeidzjan · Bahama's · Bahrein · Bangladesh · Barbados · België · Belize · Benin · Bermuda · Bhutan · Bolivia · Bosnië en Herzegovina · Botswana · Brazilië · Britse Maagdeneilanden · Brunei · Bulgarije · Burkina Faso · Burundi · Cambodja · Canada · Centraal-Afrikaanse Republiek · Chili · China · Chinees Taipei · Colombia · Comoren · Congo-Brazzaville · Congo-Kinshasa · Cookeilanden · Costa Rica · Cuba · Cyprus · Denemarken · Djibouti · Dominica · Dominicaanse Republiek · Duitsland · Ecuador · Egypte · El Salvador · Equatoriaal-Guinea · Eritrea · Estland · Ethiopië · Fiji · Filipijnen · Finland · Frankrijk · Gabon · Gambia · Georgië · Ghana · Grenada · Griekenland · Groot-Brittannië · Guam · Guatemala · Guinee · Guinee-Bissau · Guyana · Haïti · Honduras · Hongarije · Hongkong · Ierland · IJsland · India · Indonesië · Irak · Iran · Israël · Italië · Ivoorkust · Jamaica · Japan · Jemen · Jordanië · Kaaimaneilanden · Kaapverdië · Kameroen · Kazachstan · Kenia · Kirgizië · Kiribati · Koeweit · Kosovo · Kroatië · Laos · Lesotho · Letland · Libanon · Liberia · Libië · Liechtenstein · Litouwen · Luxemburg · Madagaskar · Malawi · Malediven · Maleisië · Mali · Malta · Marokko · Marshalleilanden · Mauritanië · Mauritius · Mexico · Micronesië · Moldavië · Monaco · Mongolië · Montenegro · Mozambique · Myanmar · Namibië · Nauru · Nederland · Nepal · Nicaragua · Nieuw-Zeeland · Niger · Nigeria · Noord-Korea · Noord-Macedonië · Noorwegen · Oeganda · Oekraïne · Oezbekistan · Oman · Oost-Timor · Oostenrijk · Pakistan · Palau · Palestina · Panama · Papoea-Nieuw-Guinea · Paraguay · Peru · Polen · Portugal · Puerto Rico · Qatar · Roemenië · Rusland · Rwanda · Saint Kitts en Nevis · Saint Lucia · Saint Vincent en de Grenadines · Salomonseilanden · Samoa · San Marino · Saoedi-Arabië · Sao Tomé en Principe · Senegal · Servië · Seychellen · Sierra Leone · Singapore · Slovenië · Slowakije · Somalië · Spanje · Sri Lanka · Soedan · Suriname · Swaziland · Syrië · Tadzjikistan · Tanzania · Thailand · Togo · Tonga · Trinidad en Tobago · Tsjaad · Tsjechië · Tunesië · Turkije · Turkmenistan · Tuvalu · Uruguay · Vanuatu · Venezuela · Verenigde Arabische Emiraten · Verenigde Staten · Vietnam · Wit-Rusland · Zambia · Zimbabwe · Zuid-Afrika · Zuid-Korea · Zuid-Soedan · Zweden · Zwitserland
Historische landen: Bohemen · Bondsrepubliek Duitsland · Brits-Indië · Duitse Democratische Republiek · Joegoslavië · Malaya · Nederlandse Antillen · Noord-Borneo · Noord-Jemen · Saarland · Servië en Montenegro · Sovjet-Unie · Tsjecho-Slowakije · West-Indische Federatie · Zuid-Jemen
Bijzondere deelnames: Onafhankelijke olympische atleten · Vluchtelingenteam 
 Australazië · Duits Eenheidsteam · Gemengd team · Gezamenlijk Team